# Playa de la Almadraba (Denia)
La Almadraba (l'Almadrava en valenciano) es una playa de arena fina situada en el norte de Denia (Alicante, Comunidad Valenciana, España). Tiene una extensión de 2,95 km. En ella desemboca el río Girona. Generalmente se encuentra un turismo familiar.
La Punta de la Almadraba divide esta larga en dos ensenadas de aguas transparentes. El viento de Lebeche de las tardes de verano atrae a los deportistas del windsurf.
- Datos: Q9060756
- Multimedia: Platja de l'Almadrava (Dénia) / Q9060756